# Мордор
Мордор (от Синдарин „черна земя“; „мор“-„черен, мрак“ и „дор“-„земя“) е географска област в измисления свят на Средната земя, описан в творбите на английския писател Дж. Р. Р. Толкин. Тя е Страната на Сянката, където властва Мрачният владетел Саурон.

## Географско описание
Представлява обширна област на изток от Великата река Андуин и от кралство Гондор От запад и юг Мордор е заобиколен от планинската верига Ефел Дуат (Планините на Сянката), които го делят на запад от Андуин и Гондор, а от север — от Еред Литуи (Пепелните планини). В голямата си част тези планини са непроходими. Единствените проходи са в северозападния край на страната, където се срещат двете планински вериги (там са издигнати Черната порта на Мордор — Моранон и стражевите кули Кархост и Нархост), и на западната стена на Ефел Дуат, където е издигната крепостта Минас Итил („Кула на изгряващата луна“, по-късно известна като Минас Моргул — „Кула на черната магия“). Проходите са наречени съответно Кирит Горгор и Кирит Унгол.
В северозападните части на Мордор са разположени ковачниците и оръжейниците на войските на Саурон. На изток и югоизток от тях се простират платото Горгорот и равнината Литлад. На изток от езерото Нурнен се разполагат и обработваеми земи, обработвани от робите на Мрачния владетел, които снабдяват с провизии войските и населението на страната. През Третата епоха то се състои от орки, тролове, зли хора, Назгули и пленници. Над всички тях тегне неумолимата и зла воля на Саурон – Властелинът на пръстените.

## История
Саурон избира страната Мордор за своя твърдина през Втората епоха на Средната земя, най-вече заради Ородруин – Огнената планина, която се издига над платото Горгорот. Тя представлява огромен вулкан, където Саурон може да използва земния огън за ковашките си дела. По-късно Огнената планина е наречена също и Амон Амарт (Съдбовния връх).
Не са известни факти от по-раншната история на Мордор, освен че там се е простирало вътрешното море Хелкар, което пресъхва в края на Първата епоха след низвергването на Моргот. Вероятно голямото солено езеро Нурнен в южната част на Мордор е всичко, останало от Хелкар. Известно е също, че преди идването на Саурон в тамошните земи, в прохода Кирит Дуат (по-късно известен като Кирит Унгол) се заселва гигантският женски паяк Корубана, която по неизвестен начин успява да избегне опустошението на Белерианд.
През Втората епоха Саурон започва издигането на огромната крепост Барад-дур (наричана също от хората Черната кула, а от орките, на Черния език — Лугбурз). В огъня на Ородруин, в залите на Самат Наур, той изковава Единствения пръстен и с негова помощ довършва строежа на Барад-дур. След поражението на Саурон в края на Втората епоха, Мордор опустява, а крепостта Барад-дур е разрушена, но основите ѝ остават в земята — съградени от силата на Пръстена, те ще стоят, докато той не бъде унищожен. Гондорците издигат стражевите кули Кархост, Нархост и Кулата на Кирит Унгол, за да наблюдават Страната на Сянката. През Голямата чума по време на Третата епоха обаче кулите опустяват и злото постепенно се завръща в Мордор. Първо това правят Назгулите, които завземат крепостта Минас Итил и подготвят завръщането на своя господар Саурон, който отново набира сила в твърдината Дол Гулдур в гората Мраколес. Саурон открито се завръща в Мордор през 2951 г. от Третата епоха и отново издига Барад-дур.
След Войната за Пръстена Саурон е низвергнат навеки, а Мордор е пометен от вълна от земетресения, които напълно променят облика на тамошните земи.
Категория:Места от Средната земя